# Alajja
Alajja és un gènere amb tres espècies. Són plantes angiospermes que pertanyen a la família lamiaceae. Hi ha tres espècies a l'Afganistan, l'Índia, Kirguizstan, el Pakistan, Tadjikistan, a més de dos d'aquestes també les trobem a la Xina.

## Morfologia
Plantes anuals o perennes, alpines i herbàcies. Tenen fulles que van des de peciolades amb pecíol curt a subsèssils. El limbe de la fulla en la seua majoria és ròmbic, el marge és sencer o crenat. Els verticils florals presenten unes poques flors sèssils, i les bràctees tan llargues com el calze. Pel que fa al calze, aquest és tubular-campanulat i pelòs. Amb 5 dents, més o menys lanceolades. La corol·la és de tonalitats morades, bilabiada, amb el tub erecte, recte, per dins glabre i la gola està dilatada. L'àpex del llavi superior està emarginat, i el lòbul mitjà bilobulat. El marge dels lòbuls laterals ovalats o oblongs, són sencers amb l'àpex emarginat. Els estams són quatre, didínams i ascendents. Les anteres glabres i bifurcades. L'estil igualment amb dos fenedures en l'àpex.